# Adrian Šemper
Adrian Šemper (Zagabria, 12 gennaio 1998) è un calciatore croato, portiere del Pisa.

## Caratteristiche tecniche
Avvezzo a respingere i calci di rigore, Šemper è un portiere agile e reattivo tra i pali, in possesso di discreti riflessi.

## Carriera

### Club

#### Gli inizi
Muove i suoi primi passi nelle giovanili della Dinamo Zagabria. Esordisce in prima squadra il 6 agosto 2016 contro lo Slaven Belupo. Il 14 settembre 2016 esordisce in UEFA Champions League contro il Lione partita persa 3-0, valida per la fase a gironi.

#### Chievo
L'8 agosto 2018 passa al Chievo in prestito con diritto di riscatto, fissato a 1,5 milioni. Esordisce in Serie A il 20 aprile 2019 contro la Lazio. L'anno successivo diventa il portiere titolare della rosa.
L'11 giugno 2020 viene riscattato dal Chievo, firmando un contratto valido fino al 2024. Il 4 agosto 2020 respinge un rigore a Ciciretti a ridosso del 90', permettendo ai clivensi di accedere alle semifinali play-off. Si ripete nella gara successiva contro lo Spezia, neutralizzando la conclusione dal dischetto di Ricci. Nella stagione seguente si mantiene su alti livelli, mettendo in mostra grandi doti fra i pali. Inoltre, si conferma molto abile anche nel parare i calci di rigore, neutralizzandone uno a Paloschi in occasione della gara contro la Spal di dicembre. Conclude l'anno con 36 presenze, di cui una nei play-off, e 33 reti subiti (tre delle quali nei quarti di finale play-off).

#### Genoa
Rimasto svincolato a seguito dell'esclusione dai campionati del club clivense, l'11 agosto 2021 fa ritorno in Serie A firmando per il Genoa. Esordisce il 14 dicembre, nella vittoria di Coppa Italia per 1-0 contro la Salernitana che permette il passaggio dei rossoblu agli ottavi. Nel corso della stagione viene impiegato poco in quanto era il secondo di Salvatore Sirigu.
Al termine della stagione 2021-2022, culminata con la retrocessione in B dei liguri, viene confermato in rosa anche in serie cadetta, ricoprendo nuovamente il ruolo di secondo portiere, questa volta di Josep Martínez.

#### Como
Il 12 luglio 2023 firma un quadriennale con il Como. In Lombardia Šemper torna a essere titolare, contribuendo alla promozione in massima serie del club.

#### Pisa
Il 30 luglio 2024 viene acquistato dal Pisa.

## Statistiche

### Presenze e reti nei club
Statistiche aggiornate al 13 maggio 2025.
| Stagione                   | Squadra                    | Campionato                 | Campionato | Campionato | Coppe nazionali | Coppe nazionali | Coppe nazionali | Coppe continentali | Coppe continentali | Coppe continentali | Altre coppe | Altre coppe | Altre coppe | Totale | Totale |
| Stagione                   | Squadra                    | Comp                       | Pres       | Reti       | Comp            | Pres            | Reti            | Comp               | Pres               | Reti               | Comp        | Pres        | Reti        | Pres   | Reti   |
| -------------------------- | -------------------------- | -------------------------- | ---------- | ---------- | --------------- | --------------- | --------------- | ------------------ | ------------------ | ------------------ | ----------- | ----------- | ----------- | ------ | ------ |
| 2015-2016                  | Dinamo Zagabria II         | 2. HNL                     | 8          | -5         | -               | -               | -               | -                  | -                  | -                  | -           | -           | -           | 8      | -5     |
| 2016-feb. 2017             | Dinamo Zagabria II         | 2. HNL                     | 1          | -1         | -               | -               | -               | -                  | -                  | -                  | -           | -           | -           | 1      | -1     |
| Totale Dinamo Zagabria II  | Totale Dinamo Zagabria II  | Totale Dinamo Zagabria II  | 9          | -6         |                 | -               | -               |                    | -                  | -                  |             | -           | -           | 9      | -6     |
| 2015-2016                  | Dinamo Zagabria            | 1. HNL                     | 1          | 0          | CC              | 0               | 0               | UCL                | 0                  | 0                  | -           | -           | -           | 1      | 0      |
| 2016-feb. 2017             | Dinamo Zagabria            | 1. HNL                     | 6          | -7         | CC              | 2               | -1              | UCL                | 2                  | -7                 | -           | -           | -           | 10     | -15    |
| feb.-giu. 2017             | Lokomotiva Zagabria        | 1. HNL                     | 16         | -11        | CC              | -               | -               | -                  | -                  | -                  | -           | -           | -           | 16     | -11    |
| 2017-2018                  | Lokomotiva Zagabria        | 1. HNL                     | 21         | -31        | CC              | 4               | -2              | -                  | -                  | -                  | -           | -           | -           | 25     | -33    |
| Totale Lokomotiva Zagabria | Totale Lokomotiva Zagabria | Totale Lokomotiva Zagabria | 37         | -42        |                 | 4               | -2              |                    | -                  | -                  |             | -           | -           | 41     | -44    |
| ago. 2018                  | Dinamo Zagabria            | 1. HNL                     | 1          | -1         | CC              | -               | -               | UCL                | 0                  | 0                  | -           | -           | -           | 1      | -1     |
| Totale Dinamo Zagabria     | Totale Dinamo Zagabria     | Totale Dinamo Zagabria     | 8          | -8         |                 | 2               | -1              |                    | 2                  | -7                 |             | -           | -           | 12     | -16    |
| ago. 2018-2019             | Chievo                     | A                          | 6          | -8         | CI              | 1               | -2              | -                  | -                  | -                  | -           | -           | -           | 7      | -10    |
| 2019-2020                  | Chievo                     | B                          | 35+3       | -35 + -4   | CI              | 2               | -3              | -                  | -                  | -                  | -           | -           | -           | 40     | -42    |
| 2020-2021                  | Chievo                     | B                          | 35         | -30        | CI              | 0               | 0               | -                  | -                  | -                  | -           | -           | -           | 35     | -30    |
| Totale Chievo              | Totale Chievo              | Totale Chievo              | 76+3       | -73 + -4   |                 | 3               | -5              |                    | -                  | -                  |             | -           | -           | 82     | -82    |
| 2021-2022                  | Genoa                      | A                          | 1          | -1         | CI              | 2               | -3              | -                  | -                  | -                  | -           | -           | -           | 3      | -4     |
| 2022-2023                  | Genoa                      | B                          | 8          | -6         | CI              | 1               | 0               | -                  | -                  | -                  | -           | -           | -           | 9      | -6     |
| Totale Genoa               | Totale Genoa               | Totale Genoa               | 9          | -7         |                 | 3               | -3              |                    | -                  | -                  |             | -           | -           | 12     | -10    |
| 2023-2024                  | Como                       | B                          | 38         | -40        | CI              | 1               | -1              | -                  | -                  | -                  | -           | -           | -           | 39     | -41    |
| 2024-2025                  | Pisa                       | B                          | 36         | -32        | CI              | 1               | 0               | -                  | -                  | -                  | -           | -           | -           | 37     | -32    |
| Totale carriera            | Totale carriera            | Totale carriera            | 216        | -212       |                 | 14              | -12             |                    | 2                  | -7                 |             | -           | -           | 232    | -231   |

## Palmarès

### Club
- Campionato croato: 1

Dinamo Zagabria: 2015-2016